# 원소정령
원소정령(元素精靈, elemental)은 사대 원소의 각 원소를 정령으로 기술한 설명 체계이다.

## 개요
16세기 연금술사 파라켈수스가 아리스토텔레스의 네 원소 이론을 밑받침하고 저서에서 제창한 것이다. 프랑스 Abbé de Villars 등도 설명에 이용하고있다.
| 크리처   | 해당 요소 (파라켈수스) | 해당 요소 (Abbé de Villars) |
| -------- | ---------------------- | --------------------------- |
| 운디네   | 물                     | 물                          |
| 놈       | 흙                     | 흙                          |
| 샐러맨더 | 불                     | 불                          |
| 피닉스   | 불                     |                             |
| 엘프     | 공기                   |                             |
| 실프     |                        | 공기                        |
| 님프     |                        | 물                          |

## 같이 보기
- 아이테르 (원소설)
- 고대 원소
- 타트바
- 자이나교